# Mica, Argeș
Mica este un sat în comuna Bascov din județul Argeș, Muntenia, România. Se află în partea central-vestică a județului, în Podișul Cotmeana.
La recensământul din 2002 avea o populație de 619 locuitori.